# A vágyak földjén
A vágyak földjén (eredeti cím: Dreamland) 2020-ban bemutatott amerikai dráma-thriller, amelyet Nicolaas Zwart forgatókönyvéből Miles Joris-Peyrafitte rendezett. A főszerepben Finn Cole, Margot Robbie, Travis Fimmel, Garrett Hedlund, Kerry Condon, Darby Camp és Lola Kirke látható.
Világpremierje 2019. április 28-án volt a Tribeca Filmfesztiválon, majd 2020. november 13-án mutatták be korlátozott számban a Vertical Entertainment forgalmazásában. 2020. november 17-én a Video on Demand platformon is megjelent.

## Cselekmény
1930, Texas. A gazdasági válság idején Eugene Evans (Finn Cole) az anyjával és a húgával él a családi farmon, amely az elárverezés szélén áll. Egy nap Eugene besétál a pajtájukba, és ott találja a hírhedt bankrabló Allison Wellst (Margot Robbie) megsebesülve.
A fiú azonnal arra gondol, hogy feladja és begyűjtse a fejére kitűzött vérdíjat, és megmentse a családi farmot. Azonban rájön, a lány sokkal több annál, mint amilyennek a hatóságok állítják. Amikor Allison segítséget kér tőle, Eugene meghallgatja történetét, és rájön, hogy segítenie kell neki.

## Szereplők
| Szerep        | Színész       | Magyar hang     |
| ------------- | ------------- | --------------- |
| Eugene Evans  | Finn Cole     | Kenéz Ágoston   |
| Allison Wells | Margot Robbie | Peller Anna     |
| George Evans  | Travis Fimmel | Kárpáti Levente |
| Olivia Evans  | Kerry Condon  | Solecki Janka   |
| Phoebe Evans  | Darby Camp    | Hegedűs Johanna |
| Joe Garza     | Stephen Dinh  | Baráth István   |
| Ross seriff   | Joe Berryman  | Faragó András   |
| Narrátor      | Lola Kirke    | Németh Kriszta  |

## A film készítése
2017 májusában Margot Robbie csatlakozott a film szereplőgárdájához, a filmet pedig Miles Joris-Peyrafitte rendezte Nicolaas Zwart forgatókönyvéből. Robbie a film producere is egyben, Tom Ackerley, Josey McNamara, Brian Kavanaugh-Jones és Rian Cahill mellett, a LuckyChap Entertainment, illetve az Automatik égisze alatt. 2017 októberében Finn Cole, Travis Fimmel, Darby Camp és Kerry Condon csatlakozott a stábhoz.
A forgatás 2017 októberében kezdődött Új-Mexikóban.

## Bemutató
Világpremierje a Tribeca Filmfesztiválon volt 2019. április 28-án. 2020 szeptemberében a Vertical Entertainment megszerezte a film amerikai forgalmazási jogait, míg a Paramount Home Entertainment a hazai média- és televíziós jogokat. Korlátozott kiadásban 2020. november 13-án kerül a mozikba, majd 2020. november 17-én a Video on Demand platformon is megjelent.

## Fordítás
- Ez a szócikk részben vagy egészben  a   Dreamland (2019 film) című angol Wikipédia-szócikk fordításán alapul.  Az eredeti cikk szerkesztőit annak laptörténete sorolja fel. Ez a jelzés csupán a megfogalmazás eredetét és a szerzői jogokat jelzi, nem szolgál a cikkben szereplő információk forrásmegjelöléseként.